# Ristretto

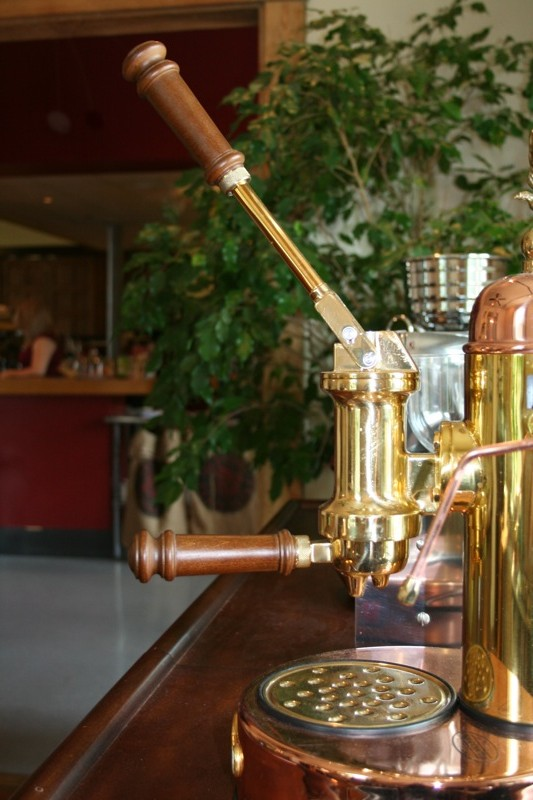
Aparat manual pentru cafea espresso

Ristretto este o specialitate de cafea care își are originea în Italia. Este practic un espresso concentrat, având un raport mai mic de apă față de cafea, ceea ce îi conferă un gust mai intens și mai complex. În italiană, "ristretto" înseamnă "restrâns" sau "limitat", ceea ce reflectă cantitatea mică de apă folosită la prepararea acestuia.
Ristretto este un tip de cafea espresso la jumătatea cantitativă (20ml) a unui espresso normal (40ml).
Un ristretto este o ceașcă mică și puternică de cafea de 15 până la 20 ml.  Cuvântul ristretto înseamnă limitat în italiană .
Apa e trecută prin mașina de cafea mai rapid la un ristretto decât la un espresso , dar aceeași cantitate de cafea e folosită pentru ambele variante. Deoarece apa intră în contact cu cafeaua măcinată pentru o perioadă mai scurtă de timp, se eliberează mai puțină cofeină și se transportă relativ mai multă aromă (uleiuri și zaharuri caramelizate). Acest lucru face ca ristretto-ul să fie mai intens, mai gustos și mai aromat decât espresso-ul dar cu mai putina cofeina. Gustul amar de cafea este absorbit mai puțin din cauza timpului scurt de contact, ceea ce face ca ristretto să fie mai puțin amar. Un ristretto conține 15 până la 20 ml apă, în timp ce un espresso conține 30 până la 40 ml apă. Cantitatea de cafea măcinată a rămas aceeași în ambele variante.
Un ristretto este de obicei băut dintr-o ceașcă espresso, dar există și cupe speciale de ristretto